# Zotalemimon malina
Zotalemimon malina är en skalbaggsart som först beskrevs av J. Linsley Gressitt 1951.  Zotalemimon malina ingår i släktet Zotalemimon och familjen långhorningar. Inga underarter finns listade i Catalogue of Life.